# Мора (стихосложение)
Мо́ра (лат. mora, промежуток времени, время), тж. хро́нос про́тос (др.-греч.  χρόνος πρῶτος, первоначальное время), те́мпус при́мум (лат. tempus primum, первоначальное время) в античном стихосложении — единица измерения количества стопы, самая малая единица счёта времени в стихе. 
За мору принимается время, требуемое для произнесения краткого слога (U); при этом считается, что длительность долгого слога (–) составляет две моры. Соответственно этому античная метрика разделяет стопы на двухморные (напр. пиррихий UU), трехморные (напр. ямб U–, трибрахий UUU); четырехморные (напр. спондей – –, дактиль –UU, прокелевсматик UUUU), пятиморные (напр. бакхий U– –, 1-й пеон –UUU), шестиморные (напр. нисходящий ионик UU– –, молосс – – –), семиморные (напр. 1-й эпитрит U– – –), восьмиморные (напр. париамбод U–U– –), девятиморные (напр. месобрахий – –U– –), десятиморные (напр. молоссоспондей – – – – –).
На основе равного количества (долготы) разносложных стоп возникает явление ипостасы, то есть замены одной стопы другой; напр. дактиля (три слога, четыре моры,—UU) спондеем (два слога, четыре моры, — —).